# Мавзолей Шлимана
Мавзолей Шлимана — гробница немецкого археолога Генриха Шлимана, расположенная на Первом афинском кладбище. В мавзолее также прогребена его вдова София Энгастромену-Шлиман, пережившая мужа на 42 года, дочь Андромаха, её муж и трое их детей — внуков Шлимана.

## История
Генрих Шлиман огласил своё завещание 10 января 1889 года, в числе прочего там предусматривалась сумма в 50 000 драхм на сооружение мавзолея, проект которого был согласован с архитектором дома Шлимана — Эрнстом Циллером. Постройка была начата в 1892 году и завершена в 1894-м, мавзолей был помещён на самой высокой точке Афинского кладбища и быстро стал достопримечательностью. О расположении гробницы София Шлиман в дополненной ею «Автобиографии» мужа писала:

В смерти его приветствуют Акрополь с Парфеноном, колонны храма Зевса Олимпийского, синий Саронический залив и по ту сторону моря — благоуханные горы Арголиды, за которыми лежат Микены и Тиринф.

## Архитектурные особенности
Циллер построил гробницу в неогреческом стиле, взяв за основу специфическую форму античного мавзолея для героев. Массивное рустичное основание содержит склеп Шлимана и его родных, оно увенчано мраморным павильоном, выполненным по образцу храма Ники Аптерос, но дорического, а не ионического ордера. Пропорции колонн, капителей и архитрава полностью соответствуют пропорциям Парфенона. Шлиман пожелал, чтобы фриз и метопы украшали скульптурные сцены из «Илиады». С северной стороны фриз показывает идеализированные изображения раскопок Шлимана, а между колонн портика установлен его бюст. Надпись маюскулом над входом гласит — «Герою Шлиману» (греч. ΗΡΩΙ ΣΧΛΙΜΑΝΝΩΙ).